# Lijst van voetbalinterlands Jemen - Malediven
Deze lijst van voetbalinterlands is een overzicht van alle officiële voetbalwedstrijden tussen de nationale teams van Jemen en de Malediven. De landen speelden tot op heden vier keer tegen elkaar. De eerste ontmoeting, een kwalificatiewedstrijd voor het Wereldkampioenschap voetbal 2010, werd gespeeld in Sanaa op 8 oktober 2007. Het laatste duel, een kwalificatiewedstrijd voor het Aziatisch kampioenschap voetbal 2019, vond plaats op 7 juni 2016 in Doha (Qatar).

## Wedstrijden
| № | Plaats | Datum           | Competitie                 | Wedstrijd         | Uitslag |
| - | ------ | --------------- | -------------------------- | ----------------- | ------- |
| 1 | Sanaa  | 8 oktober 2007  | WK 2010 kwalificatie       | Jemen − Malediven | 3 − 0   |
| 2 | Malé   | 28 oktober 2007 | WK 2010 kwalificatie       | Malediven − Jemen | 2 − 0   |
| 3 | Malé   | 2 juni 2016     | Azië Cup 2019 kwalificatie | Malediven − Jemen | 0 − 2   |
| 4 | Doha   | 7 juni 2016     | Azië Cup 2019 kwalificatie | Jemen − Malediven | 2 − 0   |

## Samenvatting
| Competitie            | Totaal gespeeld | Winst Jemen | Gelijk | Winst Malediven | Doelsaldo Jemen – Malediven |
| --------------------- | --------------- | ----------- | ------ | --------------- | --------------------------- |
| WK-kwalificatie       | 2               | 1           | 0      | 1               | 3 − 2                       |
| Azië Cup-kwalificatie | 2               | 2           | 0      | 0               | 4 − 0                       |
| Totaal                | 4               | 3           | 0      | 1               | 7 − 2                       |

YFA · A-internationals
1984 – 1989 · 
1990 – 1999 · 
2000 – 2009 · 
2010 – 2019 ·
2020 − 2029
Bahrein ·
Bangladesh ·
Bhutan ·
Brunei ·
Cambodja ·
China ·
Comoren ·
Djibouti ·
Egypte ·
Eritrea ·
Ethiopië ·
Filipijnen ·
Finland ·
Hongkong ·
India ·
Indonesië ·
Irak ·
Iran ·
Japan ·
Jordanië ·
Kenia ·
Kirgizië ·
Koeweit ·
Libanon ·
Libië ·
Malawi ·
Malediven ·
Maleisië ·
Marokko ·
Mauritanië ·
Mongolië ·
Nepal ·
Noord-Korea ·
Oeganda ·
Oezbekistan ·
Oman ·
Pakistan ·
Palestina ·
Qatar ·
Saoedi-Arabië ·
Singapore ·
Soedan ·
Sri Lanka ·
Syrië ·
Tadzjikistan ·
Tanzania ·
Thailand ·
Tsjaad ·
Turkmenistan ·
Verenigde Arabische Emiraten ·
Vietnam ·
Zambia ·
Zuid-Korea
FAM · A-internationals · Maldivisch vrouwenelftal
1980 - 1989 · 
1990 - 1999 · 
2000 – 2009 · 
2010 – 2019 ·
2020 − 2029
Afghanistan ·
Bahrein ·
Bangladesh ·
Bhutan ·
Brunei ·
Cambodja ·
China ·
Comoren ·
Filipijnen ·
Guam ·
Hongkong ·
India ·
Indonesië ·
Iran ·
Jemen ·
Kirgizië ·
Laos ·
Libanon ·
Maleisië ·
Mauritius ·
Mongolië ·
Myanmar ·
Nepal ·
Oezbekistan ·
Oman ·
Pakistan ·
Palestina ·
Qatar ·
Seychellen ·
Singapore ·
Sri Lanka ·
Syrië ·
Tadzjikistan ·
Thailand ·
Turkmenistan ·
Vietnam ·
Zuid-Korea